# 八寸権現山
八寸権現山（はちすごんげんやま）は、群馬県伊勢崎市豊城町に位置する山である。

## 地理
標高は91m。
伊勢崎市が2005年（平成17年）に合併する以前は伊勢崎市内の最高峰であった。周囲を住宅街に囲まれ、山全体にアカマツが群生している。山頂よりやや下った場所に蓮神社がある。はちす権現山公園として整備されており、市民の憩いの場となっている。
中腹から麓にかけて円墳が30ほどあり、これは権現山古墳群と呼ばれている。山頂には14世紀後半頃に築かれたと目される宝塔がある。